# David M. Cheney
David Michael Cheney (Kansas City, 15 aprile 1966) è un informatico statunitense, fondatore e proprietario del sito Catholic-Hierarchy.org, principale database online di riferimento dei vescovi e delle diocesi della Chiesa cattolica. Contemporaneamente a questa sua attività lavora anche come tecnico informatico presso l'Internal Revenue Service, agenzia governativa statunitense di riscossione dei tributi.

## Biografia
Nato nel Missouri ma residente a Overland Park, nel Kansas, frequentò la scuola cattolica Rockhurst High School nel 1984, iscrivendosi poi in diversi college tra cui la University of Texas e la Conception Seminary College.
Intorno agli anni '90 lavorò come tecnico informatico per conto di aziende come IntelliQuest e Technology Works, ma anche per istituti universitari come la Texas A&M University; sempre in quegli anni fondò e diresse il sito catholic-hierarchy.org, un database che ebbe inizialmente come obiettivo quello di raccogliere informazioni sui soli vescovi del Texas, attività che poi si espanse all'episcopato degli Stati Uniti e infine, dal 2002, in tutto il mondo.
L'iniziativa di Cheney venne inizialmente applaudita dal solo arcivescovo metropolita di Kansas City Joseph Fred Naumann, ma nel 2012 il suo sito arrivò a raggiungere oltre 20 milioni di visite e ben 100 milioni di pagine consultate da diversi visitatori provenienti da ogni parte del mondo.